# (20228) Jeanmarcmari
(20228) Jeanmarcmari est un astéroïde de la ceinture principale.

## Description
(20228) Jeanmarcmari est un astéroïde de la ceinture principale. Il fut découvert le 3 décembre 1997 à Caussols par le projet ODAS. Il présente une orbite caractérisée par un demi-grand axe de 2,21 UA, une excentricité de 0,11 et une inclinaison de 0,7° par rapport à l'écliptique.

## Compléments